# 棕头圆尾鹱
棕头圆尾鹱（学名：Pterodroma solandri）一份分布于太平洋地区的大型海鸟，隶属于鹱科圆尾鹱属。